# Non-Stop (canción de Andy Bell)
«Non-Stop» es el sexto sencillo solista publicado del artista inglés de música electrónica Andy Bell, lanzado en 2010.
«Non-Stop» es una canción compuesta por Andy Bell junto con el productor Pascal Gabriel.

## Descripción
«Non-Stop» fue el cuarto sencillo del álbum Non-Stop y el segundo en salir como Andy Bell y no con el seudónimo Mimó.

## Lista de temas

### CD
1. Non-Stop (Original Versión)
2. Non-Stop (Digital Dog Radio Edit)
3. Non-Stop (Digital Dog Club Edit)
4. Non-Stop (Instrumental)
5. Flying Colours
6. Say What You Want (Joy Joy Mix)

## Datos adicionales
Este sencillo tiene dos lados B: Flying Colours, más una versión de Say What You Want (un tema ya incluido en el álbum) ambos escritos por (Bell / Gabriel).